# Lex Tarentina
La Lex Tarentina es una ley romana (técnicamente una lex data), es decir una ley emanada del magistrado sin la confirmación del comitium, que encarga a uno o varios magistrados romanos encargados de construir el nuevo municipium de Taras; y redactada con el modelo y proceder de una lex rogata.
De los estatutos municipales de Taras se conserva la tabla VIIII, de la cual se puede leer la columna izquierda, mientras de la otra columna se distinguen unas pocas palabras distribuidas en varias líneas. La columna legible consta de 44 líneas, divididas en seis capítulos, el primero y el último algo degradados.
La Ley puede ser datada entre el fin de la guerra social (89 a. C.), cuando se concedió la ciudadanía a los italici, y el 62 a. C., terminus post quem para la adquisición de la ciudadanía según el testimonio de Cicerón. La transferencia de la potestad de un quadrumvir a un duoviri, como se deduce de la lectura de la ley, podría sugerir una datación más reciente hacia la década de los 40 del I a. C. Una noticia de Plinio sobre la unión de la colonia Neptunia, podría datar el momento en que Taras adquirió el estatus de municipium.
La tabla está grabada en una lámina de bronce, rota en seis fragmentos, y fue descubierta el 18 de octubre de 1894 por el arqueólogo italiano Luigi Viola durante unas excavaciones en la moderna Tarento. Actualmente se encuentra en el Museo arqueológico nacional de Nápoles, y existen varias copia en el Museo Arqueológico Nacional de Taranto y presso y en la biblioteca Pietro Acclavio.

## Contenido
La Ley parece atestiguar la existencia de prácticas de especulación inmobiliaria por medio del derribo intencional de edificios preexistentes con el objetivo de reconstruirlos, incluso disminuyendo la calidad de los mismos para provocar un aumento de los precios o de revender los materiales de calidad en una práctica conocida como spolia. Tales prácticas se realizaban también en el resto del territorio romano, como atestiguan Estrabón y Plutarco, tomando como ejemplo la fortuna amasada por Craso amasada en parte mediante esta estratagema.

## La Ley
1. ne esse liceat neive qu[od]quod eius municipi pequniae publicae sacrae

religiossae est erit fra[u]dato neive av[e]rtito neive facito quo eorum

quid fiat neive per li[tt]eras publicas fraudemve publicum peius

facito d(olo) m(alo) quei faxit quanta ea res erit quadruplum multae esto

eamque pequniam mu[n]icipio dare damnas esto eiusque pequniae

magistratus quei quomque in municipio erit petitio exactioque esto

2. IIIIvir(ei) aedilesque quei h(ac) l(ege) primei erunt quei eorum Tarentum venerit

is in diebus XX proxumeis quibus post h(anc) l(egem) datam primum Tarentum venerit

facito quei pro se praesstat praedes praediaque ad IIIIvir(um) det quod satis

sit quae pequnia public[a sa]cra religiosa eius municipi ad se in suo magistratu

pervenerit eam pequni[a]m municipio Tarentino salvam recte esse futur[a]m

eiusque rei rationem r[ed]diturum ita utei senatus censuerit isque IIIIvir

quoi ita praes dabitur ac[c]ipito idque in tabu[leis p]ubliceis scriptum sit

facito quique quomqu[e] comitia duovireis a[edi]libusve rogandeis

habebit is antequam maior pars curiarum quemque eorum quei

magistratum eis comitieis petent renuntiabit ab eis quei petent praedes

quod satis sit accipito [q]uae pecunia publica sacra religiosa eius municipi

[ad] quemque eorum in eo magistratu pervenerit eam pequniam municipio

Tarentino salvam rec[te] ess[e futu]ra[m ei]usque rei ration[e]m redditurum

ita utei senatus ce[nsu]erit  [i]dque in [tabul]eis publiceis scriptum sit facito

quodque [quoi]que neg[otium pub]lice in m[unicipi]o de s(enatus) s(ententia) datum erit negotive

publicei gesserit pequniamque publica[m deder]it exegerit is quoi ita negotium

datum erit negotive quid publice gesser[it] pequniamve publicam dederit

exegerit eius rei rationem senatui reddito refertoque in di[eb]us X proxume[is]

quibus senatus eius municipi censuer[i]t sine d(olo) m(alo)

3. quei decurio municipi Tarentinei est erit queive in municipio Tarenti[no in]

senatu sententiam deixerit is in o[pp]ido Tarentei aut intra eius muni[cipi]

fineis aedificium quod non minu[s] MD tegularum tectum sit habeto [sine]

d(olo) m(alo) quei eorum ita aedificium suom non habebit seive quis eorum

aedificium emerit mancupiove acceperit quo hoic legi fraudem f[axit]

is in annos singulos HS n(ummum) MMMMM municipio Tarentino dare damnas esto

4. nei quis in oppido quod eius municipi e[r]it aedificium detegito neive dem[olito]

neive disturbato nisei quod non deterius restituturus erit nisei d[e] s(enatus) s(ententia)

sei quis adversus ea faxit quant[i] id aedificium f[u]erit tantam pequni[a]m

municipio dare damnas esto eiusque pequniae [que]i volet petiti[o] esto

magi(stratus) quei exegerit dimidium in [p]ublicum referto dimidium in l[u]deis quos

publice in eo magistratu facie[t] consumito seive ad monumentum suom

in publico consumere volet l[icet]o idque ei s(ine) f(raude) s(ua) facere liceto

5. sei quas vias fossas clouacas IIIIvir IIvir aedilisve eius municipi caussa

publice facere immittere commutare aedificare munire volet intra

eos fineis quei eius municipi erun[t] quod eius sine iniuria fiat id ei facere

liceto

6. quei pequniam municipio Tarentin[o] non debebit sei quis eorum quei

municeps erit neque eo sexennio [p]roxumo quo exeire volet duovirum
[...] 1. ni será lícito serlo, ni nadie malversará ni desviará ninguno de los fondos de este municipio, sean fondos públicos, fondos del templo o dinero consagrado. Tampoco podrá nadie inducir que se produzcan tales fraudes. Nadie menoscabará maliciosamente las rentas públicas mediante la falsificación de actas oficiales. Si alguno hiciere alguno de los actos antes mencionados, será pasible de una multa del cuádruple del importe, a cargo del municipio. Cualquier magistrado del municipio tendrá derecho a demandar y exigir esta suma.  

2. El primero de los quadrumviros y los ediles elegidos por esta ley para venir a Taras, dentro de los veinte días inmediatamente siguientes a su llegada a Taras después de la concesión de esta carta, dispondrá que su fiador proporcione a los otros quadrumviros suficientes garantías sobre todos los fondos, ya sean de la municipalidad o de los templos o del dinero consagrado, que hayan llegado a sus manos durante su mandato, los mismos serán asegurados a la municipalidad de Taras, y rendirá cuenta de ellos como lo ha hecho el Senado. decretado. El quadrumviro, a quien así se ofrece la fianza, la aceptará y dispondrá que se haga la inscripción en los registros oficiales. Y siempre que un magistrado celebre elecciones para duoviri o ediles, antes de que la mayoría de las curias declare su voto a favor de cualquier candidato a un cargo en tales elecciones, aceptará garantías suficientes de los candidatos de que cualesquiera que sean los fondos, ya sean del municipio o de la templos o de dinero consagrado, han llegado a sus manos durante su mandato, los mismos serán asegurados a la municipalidad de Tarento, y deberán rendir cuenta de ellos como lo ha decretado el Senado. Dispondrá que esta garantía se inscriba en los registros oficiales. Si algún negocio se le da públicamente a alguien por una resolución del Senado o si alguien realiza cualquier negocio público y paga o recauda fondos públicos en relación con el mismo, a quienquiera que se le dé el negocio o cualquiera que realice cualquier negocio oficialmente y pague o recaude fondos públicos, dará cuenta de ello al Senado e informará sin dolo dentro de los diez días siguientes al decreto del Senado municipal.  

3. Quien sea miembro del Senado municipal de Taras o quien dé su voto en el Senado del municipio de Taras será propietario sin engaño malicioso de una vivienda techada con al menos 1.500 tejas dentro de la ciudad de Taras o dentro del territorio de ese municipio. Si algún senador no fuere dueño de tal casa propia, o si alguno de ellos comprare tal casa o adquiriese posesión de ella en forma que eluda esta ley, incurrirá en una pena de 5.000 sestercios por año debida al municipio de Taras. 
 
4. Nadie podrá destechar o demoler o desmantelar una vivienda en el pueblo de ese municipio sino con la autorización del Senado, a menos que la reconstruya igual o mejor. Si alguno actúa en contra de esta disposición, será condenado a pagar al municipio el valor del edificio en ese tiempo, y quien lo desee tendrá derecho a demandar por este dinero. El magistrado que imponga la pena ingresará la mitad en el erario público y gastará la otra mitad en los juegos públicos que dé durante su mandato, o se le permitirá utilizarlos para su monumento público, si así lo desea, y se le permitirá hacerlo sin perjuicio de sí mismo.  

5. Si un quadrumviro, un duoviri o un edil desea construir, cavar, cambiar, construir o pavimentar caminos, zanjas o alcantarillas para el bienestar público de este municipio y dentro de sus límites, le será lícito hacerlo, siempre que este trabajo no perjudique la propiedad de los particulares.  

6. Si algún ciudadano desea salir del municipio de Taras, se le permitirá hacerlo sin riesgo personal, siempre que no deba dinero al municipio de Taras y no haya sido duoviri o edil durante los seis años anteriores a su partida.  [...]

CIL I, 00590VIIII 